# لئوی پنجم
لئوی پنجم یا لوون پنجم(به یونانی: Λέων Ε΄ ὁ Ἀρμένιος) (به انگلیسی: Leo V the Armenian) ملقب به لئوی ارمنی (درگذشتهٔ ۲۵ دسامبر ۸۲۰) امپراتور روم شرقی از ۸۱۳ تا به‌قتل رسیدنش در ۸۲۰ بود. در دوران فرمانروایی او دور جدیدی از شمایل‌شکنی در امپراتوری بیزانس آغاز شد.

## زندگینامه
لئو فرزند بارداس اشراف‌زاده بود و در دورانی که باردانس تورکوس و نیکه‌فوروس یکم در ۸۰۳ بر سر تصاحب تاج و تخت بیزانس بایکدیگر درگیر بودند به خدمت باردانس درآمد اما پس از چندی با نیکه‌فوروس متحد شد. او قابلیت‌های خود را در قالب فرمانده‌ای توانمند در زمان امپراتوری نیکه‌فوروس یکم و سپس میخائیل یکم به‌نمایش گذاشت و به مقام استراتگوس (ژنرال) آناتولیکون، از نواحی نظامی امپراتوری بیزانس منصوب گردید.
او در لشکرکشی سال ۸۱۳ میخائیل یکم علیه بلغارها شرکت داشت اما هنگامی‌که میخائیل با ناخردمندیش شرایط آنان برای صلح را نپذیرفت، سربازان آسیایی صغیری که تحت فرمان لئو بودند به‌هنگام آغاز نبرد ورسینیکیا در نزدیکی آدریانوپول از نیروهای میخائیل جدا شده و نبرد را ترک کردند. لئو سپس میخائیل را از قدرت برکنار و در ژوئیه ۸۱۳ باعنوان لئوی پنجم جانشین او شد.
در همین زمان کروم، خان بلغار به پای دیوارهای قسطنطنیه رسیده بود اما لئوی پنجم موفق به عقب راندن او شد و در نهایت با اومورتاگ، جانشین او عهدنامه‌ٔ صلحی را امضا نمود که علاوه بر مشخص ساختن مرزهای دو کشور در آن، ۳۰ سال صلح و آرامش نیز بین دو سرزمین حکمفرما می‌شد.
لئو مخالف تقدیس شمایل‌های مذهبی بود و در مارس ۸۱۵ نیکه‌فوروس، اسقف‌اعظم ارتدکسمذهب قسطنطنیه را از کار برکنار و یک ماه بعد شورایی کلیسایی را تشکیل داد که در آن، به همان مصوبات شورای کلیسایی هایریا در ۷۵۴ که مخالف استفاده از تصاویر مذهبی بود رأی داده شد.
لئوی پنجم در ۲۵ دسامبر ۸۲۰ و به‌هنگام اجرای مراسم روز کریسمس در کلیسای ایا صوفیه به‌قتل رسید. ترورکنندگان، دوستان میخائیل آموریایی بودند که لئو او را یک روز قبل به جرم خیانت به مرگ محکوم کرده بود. با کشته‌شدن لئوی پنجم، میخائیل آموریایی که رهایی یافته بود با عنوان میخائیل دوم بر تخت امپراتوری بیزانس نشست.